# 逻辑分析仪

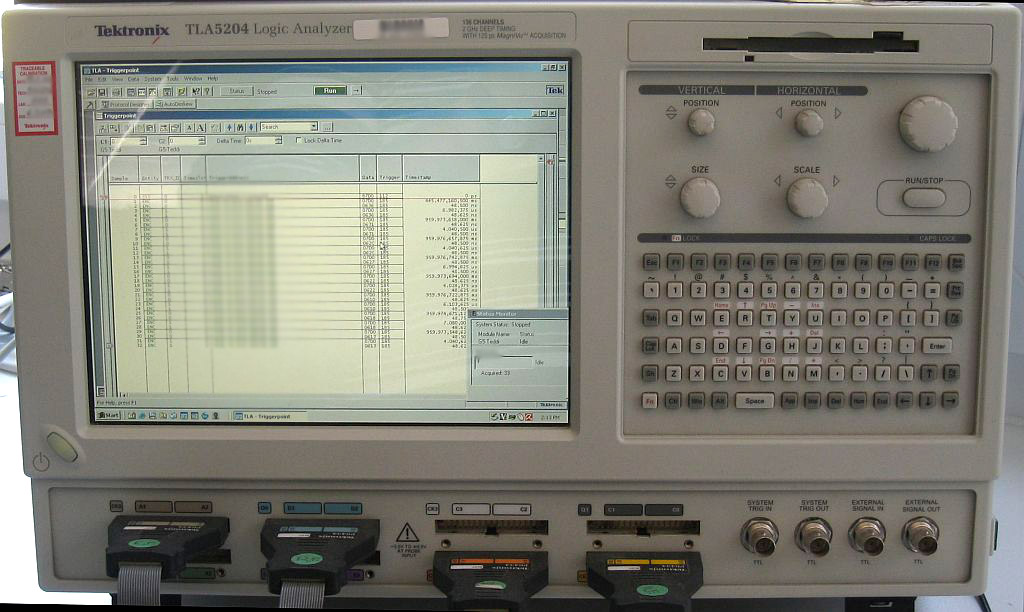
泰克公司所生產的邏輯分析儀

逻辑分析仪（英語：Logic analyzer），是一种采集和显示数字电路信号的仪器。逻辑分析仪的最主要作用在于时序判定。逻辑分析仪不像示波器那样有许多电压等级，只显示两个电压，逻辑1和逻辑0，以及不确定x。设定了两个参考电压后，逻辑分析仪将被测信号通过比较器进行判定，高于第一个较高的参考电压者为逻辑1，低于第二个较低的参考电压者为逻辑0，低于第一个参考电压而高于第二个参考电压的为不确定x。
逻辑分析仪是分析数字系统逻辑关系的仪器。逻辑分析仪會同时对多条数据线上的数据流进行观察和测试的仪器，这种仪器对复杂的数字系统的测试和分析十分有效。逻辑分析仪是利用时钟从测试设备上采集和显示数字信号的仪器，最主要作用在于时序判定。由于逻辑分析仪不像示波器那样有许多电压等级，通常只显示两个电压（逻辑1和0），因此设定了参考电压后，逻辑分析仪将被测信号通过比较器进行判定，高于参考电压者为High,低于参考电压者为Low，在High与 Low之间形成数字波形。